# ダシュテ・アーザーデガーン郡
ダシュテ・アーザーデガーン郡（ペルシア語: شهرستان دشت آزادگان; Shahrestān-e Dasht-e Āzādegān）は、イランのフーゼスターン州の郡。推定260億バレルの原油埋蔵量を誇るアーザーデガーン油田（アザデガン油田）で有名である。郡府はスーサンゲルド市。

## 略歴
当市は元来バニー・トロフ（بنى طرف、Bani Torof）と呼ばれていたが、パフラヴィー朝時代の1935年にダシュテ・ミーシャーン（دشت ميشان、Dasht-e Mishan）へと改称。1944年まではアフヴァーズ市の一部だった。1979年にイラン革命が起こった後、当地は現在の名前ダシュテ・アーザーデガーンに改称された。

## 行政区画
- 中心地区
  - スーサンゲルド市（郡府・区府）
  - アッラーフ・アクバル行政村
  - 東フーメ行政村
  - 西フーメ行政村
- ボスターン地区
  - ボスターン市（区府）
  - ボスターン行政村
  - セイイェディーエ行政村
- ハヴィーゼ地区
  - ハヴィーゼ市（区府）
  - ラフィーゥ市
  - バニー・サーロフ行政村
  - ネイサーン行政村
  - ハヴィーゼ行政村